# Chantel Malone
Chantel Ellen Malone (* 2. Dezember 1991 auf Puerto Rico) ist eine Weitspringerin von den Britischen Jungferninseln, die gelegentlich auch in anderen Disziplinen an den Start geht.

## Sportliche Laufbahn
Erste internationale Erfahrungen sammelte Chantel Malone bei den CARIFTA-Games 2005 in Bacolet, bei denen sie mit 5,25 m und 11,09 m jeweils die Bronzemedaillen im Weit- und Dreisprung gewann und mit 1,60 m den vierten Platz im Hochsprung belegte. Zudem schied sie über 400 Meter mit 58,67 s in der ersten Runde aus. Bei den Spielen im Jahr darauf in Les Abymes gewann sie Silber im Weit- und Dreisprung sowie in 55,70 s Bronze im 400-Meter-Lauf. Mit der 4-mal-400-Meter-Staffel gelangte sie in 3:51,71 min auf den vierten Platz. Anschließend gewann sie bei den Zentralamerika- und Karibik-Juniorenmeisterschaften (CAC) in Port of Spain mit einer Weite von 5,34 m die Silbermedaille im Weitsprung. Im Dreisprung sowie mit der 4-mal-100-Meter- und der 4-mal-400-Meter-Staffel gelangte sie auf Platz vier und wurde über 400 Meter in 56,74 s Fünfte. 2007 siegte sie bei den CARIFTA-Games in Providenciales mit 12,29 m im Dreisprung und gewann im Weitsprung mit 5,54 m Silber während sie mit der 4-mal-100-Meter-Staffel auf Rang vier einlief. Im Dreisprung und mit der 4-mal-400-Meter-Staffel nahm sie an den Jugendweltmeisterschaften in Ostrava teil, schied aber in beiden Bewerben in der Qualifikation aus. Im Jahr darauf erreichte sie bei den Juniorenweltmeisterschaften in Bydgoszcz über 400 Meter das Halbfinale, in dem sie mit 54,98 s ausschied. 2009 wurde sie mit 5,85 m Zehnte bei den CAC-Meisterschaften in Havanna und belegte mit der 4-mal-400-Meter-Staffel in 3:37,62 m den fünften Platz. Im Jahr darauf siegte sie in 53,10 s bei den CAC-Juniorenmeisterschaften in Santo Domingo und gewann mit 6,10 m Silber im Weitsprung, während sie mit der Staffel nicht ins Ziel gelangte. Bei den Juniorenweltmeisterschaften in Moncton wurde sie mit einer Weite von 6,17 m Vierte im Weitsprung und belegte über 400 Meter in 53,91 s den achten Platz.
2011 wurde sie bei den CAC-Meisterschaften in Mayagüez mit 6,23 m Vierte und qualifizierte sich erstmals für die Weltmeisterschaften in Daegu, bei denen sie mit 6,12 m in der Qualifikation ausschied. Auch zwei Jahre darauf wurde sie bei den CAC-Meisterschaften in Morelia mit 6,35 m Vierte im Weitsprung und kam mit der 4-mal-100-Meter-Staffel nicht ins Ziel. Bei den anschließenden Weltmeisterschaften in Moskau folgte das aus mit 6,40 m in der Qualifikation. Bei den IAAF World Relays 2014 auf den Bahamas gelangte sie mit der 4-mal-100-Meter-Staffel in 45,06 s auf den 15. Platz. Daraufhin nahm sie erstmals an den Commonwealth Games in Glasgow teil und wurde dort mit einem Sprung auf 6,41 m Vierte. Es folgte der Sieg mit 6,46 m bei den Zentralamerika- und Karibikspielen in Xalapa. 2015 belegte sie mit 6,62 m den fünften Platz bei den Panamerikanischen Spielen in Toronto und gewann bei den NACAC-Meisterschaften mit neuem Landesrekord von 6,69 m die Silbermedaille hinter der US-Amerikanerin Quanesha Burks. Damit qualifizierte sie sich erneut für die Weltmeisterschaften in Peking, bei denen sie mit 6,46 m in der Qualifikation ausschied. Zwei Jahre später belegte sie bei den Weltmeisterschaften in London mit 6,57 m im Finale den siebten Platz.
2018 nahm sie erneut an den Commonwealth Games im australischen Gold Coast teil und erreichte dort mit einer Weite von 6,48 m Rang fünf. Bei den Zentralamerika- und Karibikspielen in Barranquilla gewann sie mit 6,52 m die Silbermedaille hinter Caterine Ibargüen aus Kolumbien und wurde bei den NACAC-Meisterschaften in Toronto mit 6,19 m Fünfte. 2019 steigerte sie am 26. April in Athens den Landesrekord auf 6,90 m, ehe ihr am 6. August ihr bis dato größter Erfolg, der Gewinn der Goldmedaille bei den Panamerikanischen Spielen 2019 in Lima mit 6,68 m gelang. Anschließend schied sie bei den Weltmeisterschaften in Doha mit 6,45 m in der Qualifikationsrunde aus. 2021 steigerte sie zum Saisonauftakt Ende März ihre Bestleistung auf 7,08 m und sprang kurz darauf windunterstützte 7,10 m und qualifizierte sich damit für die Teilnahme an den Olympischen Spielen in Tokio, bei denen sie mit 6,50 m im Finale den zwölften Platz belegte.
Malone absolvierte ein Studium an der University of Texas.

## Persönliche Bestleistungen
- 400 Meter: 52,35 s, 1. Mai 2010 in Austin
  - 400 Meter (Halle): 53,23 s, 11. Februar 2011 in Albuquerque
- Weitsprung: 7,08 m (+1,4 m/s), 27. März 2021 in Miramar (Landesrekord)
  - Weitsprung (Halle): 6,67 m, 10. Februar 2017 in Berlin (Landesrekord)
- Dreisprung: 13,27 m (+1,6 m/s), 10. Juni 2011 in Des Moines, ehemaliger Landesrekord
  - Dreisprung (Halle): 13,45 m, 12. März 2011 in College Station